# Кубок Польщі з футболу 1968—1969
Кубок Польщі з футболу 1968–1969 — 15-й розіграш кубкового футбольного турніру в Польщі. Титул вдруге поспіль здобув Гурник (Забже).

## Календар
| Раунд        | Матчі | Клуби   |
| ------------ | ----- | ------- |
| Перший раунд | 18    | 50 → 32 |
| 1/16 фіналу  | 16    | 32 → 16 |
| 1/8 фіналу   | 8     | 16 → 8  |
| 1/4 фіналу   | 8     | 8 → 4   |
| 1/2 фіналу   | 4     | 4 → 2   |
| Фінал        | 1     | 2 → 1   |

## Перший раунд
| Команда 1                 | Рахунок | Команда 2          |
| ------------------------- | ------- | ------------------ |
| Одра (Вроцлав)            | 0:1     | Краковія (Краків)  |
| Радомяк (Радом)           | 4:0     | Мотор (Люблін)     |
| ПТЦ Пабяніце              | 0:5     | Лех (Познань)      |
| Ґеданя (Гданськ)          | 1:2     | Влукняж (Пабяніце) |
| Орзел (Мендзижеч)         | 2:1     | Гурник (Валбжих)   |
| Варта (Познань)           | 1:0     | Завіша (Бидгощ)    |
| Хемік (Кендзежин-Козьле)  | 1:4 дч  | Лотнік (Вроцлав)   |
| Вармя (Ольштин)           | 0:6     | Гвардія (Варшава)  |
| Куявяк (Влоцлавек)        | 0:4     | Олімпія (Познань)  |
| Вікторія (Сянув)          | 1:6     | Арконія (Щецин)    |
| БКС Сталь (Бельсько-Бяла) | 2:1 дч  | Вікторія (Явожно)  |
| Сандеція (Нови Сонч)      | 1:2     | ЛКС (Лодзь)        |
| Сілезія (Меховіце)        | 2:1 дч  | Гарбарня (Краків)  |
| Домбскі (Краків)          | 0:3     | Унія (Ратибор)     |
| Гурник (Казімеж)          | 1:2 дч  | Гутник (Краків)    |
| Мазур (Елк)               | 5:0     | Арка (Гдиня)       |
| Варшавянка (Варшава)      | 3:1 дч  | Старт (Лодзь)      |
| Ресовія (Ряшів)           | 0:3     | Унія (Тарнув)      |

## 1/16 фіналу
| Команда 1                 | Рахунок      | Команда 2            |
| ------------------------- | ------------ | -------------------- |
| Краковія (Краків)         | 2:3          | Гурник (Забже)       |
| Лех (Познань)             | 0:3 дч       | Заглембє (Валбжих)   |
| Орзел (Мендзижеч)         | 0:0 пен. 3:4 | Шльонськ (Вроцлав)   |
| Варта (Познань)           | 1:5          | Легія (Варшава)      |
| Лотнік (Вроцлав)          | 1:2          | Полонія (Битом)      |
| Олімпія (Познань)         | 2:1          | Погонь (Щецин)       |
| Арконія (Щецин)           | 2:0          | ГКС (Катовиці)       |
| БКС Сталь (Бельсько-Бяла) | 2:1          | Одра (Ополе)         |
| Сілезія (Меховіце)        | 1:0          | ЛКС (Лодзь)          |
| Унія (Ратибор)            | 2:1          | Рух (Хожув)          |
| Гутник (Краків)           | 0:2          | Сталь (Ряшів)        |
| Мазур (Елк)               | 0:0 пен. 4:6 | Гвардія (Варшава)    |
| Варшавянка (Варшава)      | 0:3          | Вісла (Краків)       |
| Унія (Тарнув)             | 3:1          | РОВ (Рибник)         |
| Радомяк (Радом)           | 1:2 дч       | Шомберки (Битом)     |
| Влукняж (Пабяніце)        | 1:2 дч       | Заглембє (Сосновець) |

## 1/8 фіналу
| Команда 1                 | Рахунок | Команда 2            |
| ------------------------- | ------- | -------------------- |
| Олімпія (Познань)         | 1:2     | Гурник (Забже)       |
| Сілезія (Меховіце)        | 0:4     | Легія (Варшава)      |
| Шльонськ (Вроцлав)        | 1:0     | Полонія (Битом)      |
| Арконія (Щецин)           | 5:1     | Заглембє (Валбжих)   |
| БКС Сталь (Бельсько-Бяла) | 1:2     | Унія (Ратибор)       |
| Шомберки (Битом)          | 3:0     | Сталь (Ряшів)        |
| Гвардія (Варшава)         | 2:0     | Заглембє (Сосновець) |
| Унія (Тарнув)             | 2:0     | Вісла (Краків)       |

## 1/4 фіналу
| Команда 1         | Заг.         | Команда 2          | 1-й матч | 2-й матч |
| ----------------- | ------------ | ------------------ | -------- | -------- |
| Гурник (Забже)    | 5:3          | Шомберки (Битом)   | 3:3      | 2:0      |
| Унія (Тарнув)     | 2:2 пен. 4:2 | Унія (Ратибор)     | 1:0      | 1:2 дч   |
| Гвардія (Варшава) | 1:1 пен. 8:7 | Шльонськ (Вроцлав) | 1:1      | 0:0 дч   |
| Арконія (Щецин)   | 2:3          | Легія (Варшава)    | 0:0      | 2:3      |

## 1/2 фіналу
| Команда 1         | Заг. | Команда 2       | 1-й матч | 2-й матч |
| ----------------- | ---- | --------------- | -------- | -------- |
| Гвардія (Варшава) | 1:3  | Гурник (Забже)  | 1:1      | 0:2      |
| Унія (Тарнув)     | 1:3  | Легія (Варшава) | 0:1      | 1:2      |

## Фінал
| 24 травня 1969 |

| Гурник (Забже)             | 2:0      | Легія (Варшава) |
| -------------------------- | -------- | --------------- |
| Любанський 17' Вільчек 76' | Протокол |                 |

| Стадіон «ЛКС», Лодзь Глядачів: 40 000 Арбітр: Влодзімеж Кароляк |